# Molophilus (Molophilus) habbemae
Molophilus (Molophilus) habbemae is een tweevleugelige uit de familie steltmuggen (Limoniidae). De soort komt voor in het Australaziatisch gebied.